# Sagen Maddalena
Sagen Maddalena (* 16. August 1993 in Woodland, Kalifornien) ist eine US-amerikanische Sportschützin.

## Erfolge
Sagen Maddalena begann 2013 an Wettkämpfen teilzunehmen, nachdem sie bereits 2006 mit dem Sportschießen begonnen hatte. Bei den 2021 ausgetragenen Olympischen Spielen 2020 in Tokio startete sie im Dreistellungskampf mit dem Kleinkalibergewehr. Dank 1178 Punkten in der Qualifikation zog sie ins Finale ein, das sie mit 427,8 Punkten auf dem fünften Platz beendete. Sie gewann 2022 bei den Weltmeisterschaften in Kairo mit dem Luftgewehr in der Mannschaftskonkurrenz die Silbermedaille und wurde mit Ivan Roe im Mixed mit dem Kleinkalibergewehr im liegenden Anschlag Weltmeisterin. In Lima gewann Maddalena ebenfalls 2022 die Panamerikameisterschaften mit dem Luftgewehr sowie mit dem Kleinkalibergewehr im liegenden Anschlag.
Ein Jahr darauf gelang ihr in Baku mit der Mannschaft im Dreistellungskampf mit dem Kleinkalibergewehr bei den Weltmeisterschaften ebenfalls der Titelgewinn. Im Einzel sicherte sie sich als Drittplatzierte die Bronzemedaille. Gleich drei Medaillen gewann sie bei den Panamerikanischen Spielen 2023 in Santiago de Chile. Mit dem Luftgewehr gelang ihr im Einzel der Gewinn der Goldmedaille, während sie im Mixed mit Gavin Barnick Bronze gewann. Im Dreistellungskampf mit dem Kleinkalibergewehr sicherte sie sich die Silbermedaille hinter ihrer Landsfrau Mary Tucker. Die Panamerikameisterschaften 2024 in Buenos Aires beendete Maddalena sowohl mit Luftgewehr als auch mit dem Kleinkaliber im liegenden Anschlag sowie im Dreistellungskampf jeweils auf dem ersten Platz.
Bei den Olympischen Spielen 2024 in Paris ging Maddalena in drei Konkurrenzen an den Start. Mit dem Luftgewehr erreichte sie in der Qualifikation den siebten Platz und damit auch das Finale. Mit 207,7 Punkten verpasste sie als Vierte jedoch knapp einen Medaillengewinn. Erfolgreicher verlief der Dreistellungskampf mit dem Kleinkalibergewehr, bei dem ihr in der Qualifikation ein olympischer Rekord von 593 Punkten gelang. Im Finale musste sie sich lediglich der Schweizerin Chiara Leone geschlagen geben und belegte mit 463,0 Punkten den zweiten Platz hinter der mit 464,4 Punkten siegreichen Leone. Dritte wurde die Chinesin Zhang Qiongyue mit 452,9 Punkten. Im Mixed kam Maddalena mit Ivan Roe in der Qualifikation mit 624,9 Punkten nicht über den 18. Platz hinaus.
Maddalena ist seit März 2019 Ausbilderin bei der Scharfschützeneinheit der United States Army im Rang eines Sergeant. Sie schloss zuvor im Jahr 2018 ein Bachelorstudium in Natural Resource Management an der University of Alaska Fairbanks ab.